# Cynisca manei
Cynisca manei — вид плазунів з родини амфісбенових (Amphisbaenidae). Ендемік Сенегалу. Вид названий на честь сенегальського герпетолога Юсуфа Мане. Описаний у 2014 році.

## Поширення і екологія
Cynisca manei відомі з типової місцевості, розташованої в області Колда на півдні Сенегалу.